# Косовский округ
Косовский округ (серб. Косовски округ) — округ на юге Сербии, в автономном крае Косово и Метохии (фактически контролируется властями частично признанной Республики Косово). Центр округа — город Приштина.

## Общины
Косовский округ включает 10 общин, которые объединяют 393 населённых пункта.
| №  | Община      | Площадь, км² | Число населённых пунктов |
| -- | ----------- | ------------ | ------------------------ |
| 1  | Глоговац    | 290          | 37                       |
| 2  | Качаник     | 294          | 42                       |
| 3  | Косово-Поле | 89           | 18                       |
| 4  | Липлян      | 401          | 70                       |
| 5  | Обилич      | 105          | 18                       |
| 6  | Подуево     | 625          | 78                       |
| 7  | Приштина    | 564          | 46                       |
| 8  | Урошевац    | 344          | 46                       |
| 9  | Штимле      | 134          | 22                       |
| 10 | Штрпце      | 248          | 16                       |
|    | ВСЕГО       | 3095         | 393                      |

## Население
На территории округа проживает 672,3 тыс. человек